# Pietro Piller Cottrer
Pietro Piller Cottrer, född 20 december 1974 i Sappada är en italiensk före detta längdåkare.

## Biografi
Piller Cottrer debuterade i världscupen i december 1994. Hans första stora internationella seger kom 1997 då han vann den traditionsrika femmilen i norska Holmenkollen. Samma år ingick han i det italienska stafettlaget som vann bronsmedaljen vid VM i Trondheim. Han deltog även i stafettlaget vid OS 2002 då Italien vann silver samt vid OS 2006 då Italien lyckades vinna guldet på hemmaplan. Vid OS i Turin vann han även brons på 30 km jaktstart. Den placeringen upprepade han vid VM i Sapporo året efter. Hans största individuella seger kom dock vid VM i Oberstdorf 2005 då han vann guld på 15 km fristil. 
Under OS 2010 i Vancouver vann Piller Cottrer silver i herrarnas 15 km fristil.
I februari 2013 meddelade Piller Cottrer att han avslutar sin karriär.

## Världscupssegrar
| Datum            | Land    | Ort         | Disciplin             |
| ---------------- | ------- | ----------- | --------------------- |
| 15 mars 1997     | Norge   | Oslo        | 50 km (f)             |
| 22 november 2003 | Norge   | Beitostölen | 15 km (f)             |
| 15 december 2005 | Kanada  | Canmore     | 15 km (f)             |
| 14 mars 2008     | Italien | Bormio      | 3,3 km (f)            |
| 17 januari 2009  | Kanada  | Whistler    | 15 km (k) + 15 km (f) |